# Hjuljärv
Hjuljärv är en sjö i kommunen Pedersöre i landskapet Österbotten i Finland. Arean är 27 hektar och strandlinjen är 2,97 kilometer lång.  Den  ingår i Esse å huvudavrinningsområde.  Sjön ligger omkring 94 kilometer nordöst om Vasa och omkring 380 kilometer norr om Helsingfors. 
Hjuljärv ligger nordväst om Vitsjön.